# Connor Mackey
Connor Mackey, född 12 september 1996, är en amerikansk professionell ishockeyback som spelar för New York Rangers i National Hockey League (NHL). Han har tidigare spelat för Minnesota State Mavericks i National Collegiate Athletic Association (NCAA) och Green Bay Gamblers i United States Hockey League (USHL).
Mackey blev aldrig draftad i NHL Entry Draft.
Han är son till den före detta ishockeyforwarden David Mackey, som spelade själv i NHL mellan 1987 och 1994.

## Statistik
| 2012–2013   | Barrington Broncos        |             | 24  | 2  | 1  | 3  | 36  | 1 | 0 | 0 | 0 | 0 |
| 2013–2014   | Barrington Broncos        |             | —   | 5  | 12 | 17 | 73  | — | — | — | — | — |
| 2014–2015   | Team Illinois             | HPHL        | 18  | 1  | 4  | 5  | 49  | — | — | — | — | — |
| 2015–2016   | Green Bay Gamblers        | USHL        | 29  | 1  | 1  | 2  | 62  | 2 | 0 | 0 | 0 | 2 |
| 2016–2017   | Green Bay Gamblers        | USHL        | 60  | 6  | 41 | 47 | 93  | — | — | — | — | — |
| 2017–2018   | Minnesota State Mavericks | NCAA        | 40  | 4  | 8  | 12 | 40  | — | — | — | — | — |
| 2018–2019   | Minnesota State Mavericks | NCAA        | 42  | 7  | 18 | 25 | 55  | — | — | — | — | — |
| 2019–2020   | Minnesota State Mavericks | NCAA        | 36  | 7  | 17 | 24 | 29  | — | — | — | — | — |
| 2020–2021   | Calgary Flames            | NHL         | 1   | 0  | 0  | 0  | 0   | — | — | — | — | — |
| NHL totalt  | NHL totalt                | NHL totalt  | 1   | 0  | 0  | 0  | 0   | — | — | — | — | — |
| NCAA totalt | NCAA totalt               | NCAA totalt | 118 | 18 | 43 | 61 | 124 | — | — | — | — | — |
| USHL totalt | USHL totalt               | USHL totalt | 89  | 7  | 42 | 49 | 155 | 2 | 0 | 0 | 0 | 2 |